# Brand der Kirche von Grue

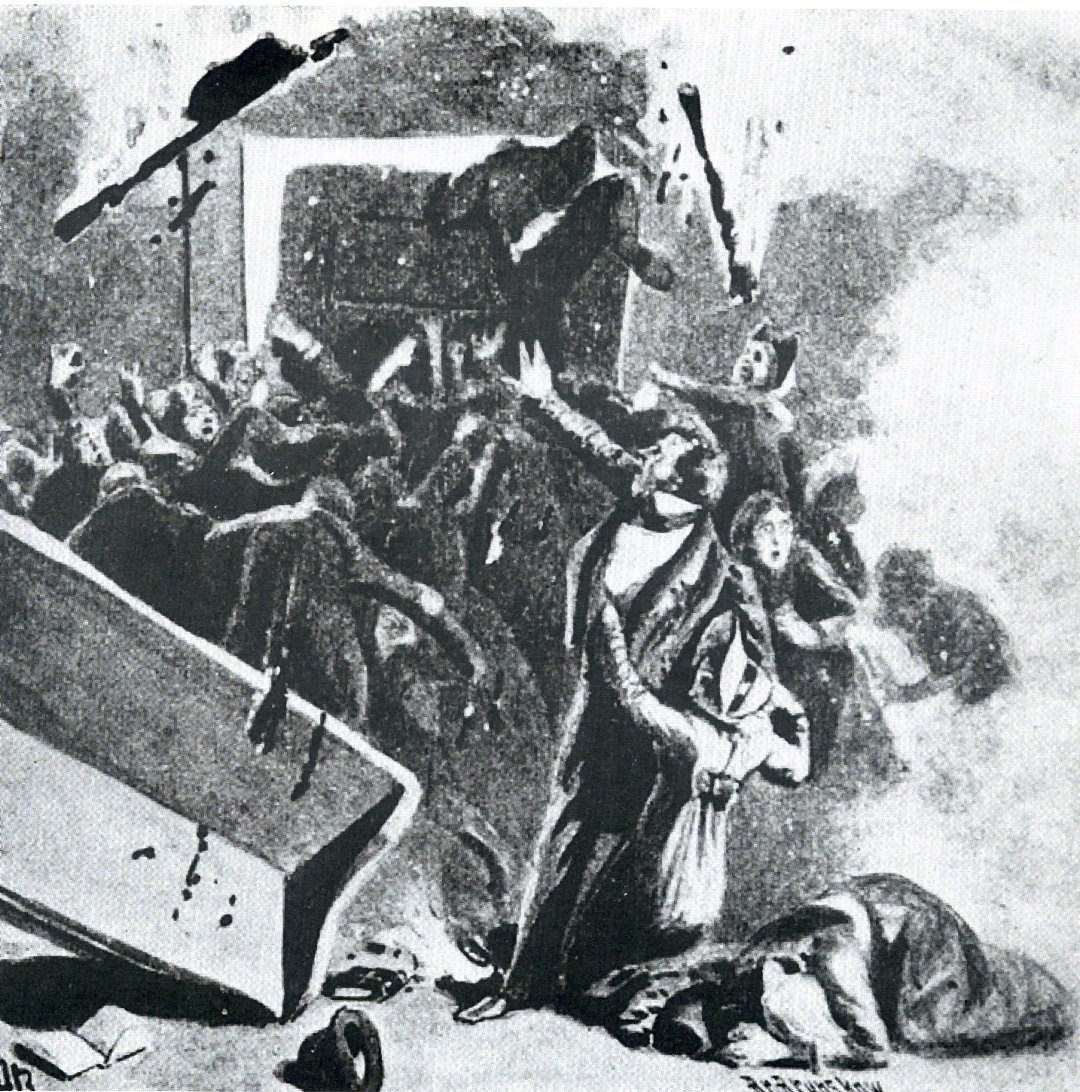
Brand der Kirche von Grue nach einer Zeichnung von Andreas Bloch (1860–1917)

Beim Brand der Kirche von Grue in der ehemaligen norwegischen Provinz Hedmark (2020 im Innlandet aufgegangen) kamen am Pfingstsonntag, dem 26. Mai 1822 mindestens 113 Menschen ums Leben. Die Ursache für die bis heute größte Brandkatastrophe Norwegens konnte nie zweifelsfrei geklärt werden.

## Die alte Kirche von Grue
Die alte Kirche der Gemeinde Grue hatte ihren Standort bei Skulstad, etwa 130 Kilometer nordöstlich von Oslo unweit der schwedischen Grenze. Die ältesten Teile des Holzbaus, der als Stabkirche errichtet worden war, stammten aus dem 13. Jahrhundert. Um 1600 wurde die Kirche mit Seitenflügeln in Blockbauweise und einem hohen Zentralturm erweitert. Über dem Mittelschiff und den Seitenschiffen der Kirche befanden sich Emporen.
Alle drei Schiffe waren mit Eingangstüren versehen, die nach innen öffneten. In geöffnetem Zustand versperrten die Türen den Zugang zu den Emporen. Die Bleiglasfenster waren von außen mit Eisengittern versehen. Die rot angestrichene Kirche war jahrhundertelang mit Holzteer behandelt worden, einer gut brennbaren Flüssigkeit, die das Holz vor der Witterung schützen sollte.

## Unglück

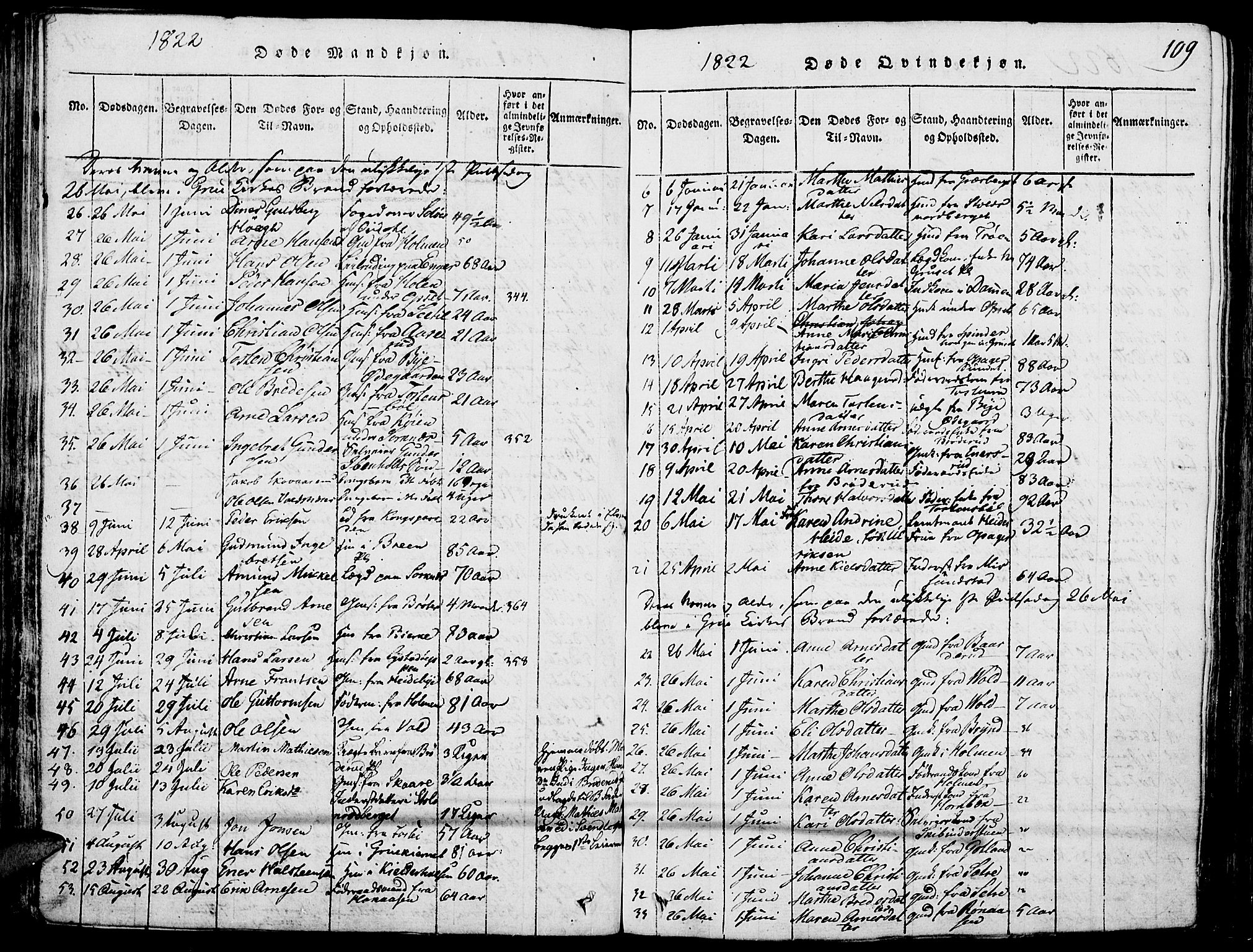
Auszug aus dem Kirchenbuch von Grue mit den Namen von mehreren Opfern des Brandes

Das Brandunglück ereignete sich am warmen, sonnigen Pfingstsonntag des Jahres 1822. Mit etwa 600 Menschen, die den Gottesdienst besuchten, war die Kirche in Grue bis auf den letzten Platz gefüllt. Der Pfarrer Iver Hesselberg, ein Anhänger der Lehren Grundtvigs, hatte gegen 11 Uhr gerade mit seiner Predigt begonnen, als an der Außenwand des Südschiffs ein Feuer entstand. Der Brand erfasste, unter anderem begünstigt durch den Holzteer, rasch die ganze Kirche. Die nach innen geöffneten Türen machten es den Menschen auf den Emporen unmöglich, die Kirche zu verlassen; eine Massenpanik entstand. Viele sprangen von den Emporen hinunter, da die Treppen blockiert waren. Dabei begruben sie andere Menschen unter sich. Bereits nach knapp 15 Minuten stürzte der Turm der Kirche ein. Nach etwa einer Stunde fiel das ganze Kirchengebäude zusammen.
Aufgrund ihrer Bauweise erwies sich die Kirche als Brandfalle. Mindestens 113 Menschen kamen in den Flammen um, in manchen Darstellungen ist von 116 oder 117 Todesopfern die Rede. Unter den Opfern befanden sich lediglich acht erwachsene Männer. Offiziell bestätigt wurde der Tod von 69 Frauen und 36 Kindern unter 15 Jahren. Diese ungleichmäßige Verteilung hatte ihre Ursache darin, dass Männer und Frauen unterschiedliche Kircheneingänge benutzten. Über den Südausgang konnten viele Männer ins Freie gelangen, der Westeingang der Frauen war jedoch versperrt. Auf den Emporen hatten Mägde, anderes Dienstpersonal und unverheiratete Frauen Platz genommen.
Einige Personen, darunter der Pfarrer Hesselberg, konnten die Kirche über einzelne Fenster verlassen, deren Glas sie teilweise eingeschlagen hatten. Die schmelzenden Bleiruten verursachten dabei schwere Brandwunden. Andere Überlebende erlitten Verbrennungen zweiten und dritten Grades. Die Körper der Todesopfer waren so stark verkohlt, dass nach der Brandkatastrophe nur eine einzige Leiche identifiziert werden konnte. Bei dieser Ausnahme handelte es sich um den Vogt Dines Guldberg Høegh, der in der Panik vergeblich versucht hatte, die Menschen zu beruhigen. Sein Leichnam konnte nur aufgrund seines Säbels und seiner Taschenuhr bestimmt werden. Die Opfer des Brandunglücks wurden am 1. Juni 1822 in fünf Särgen beerdigt. Einen Einzelsarg erhielt lediglich Guldberg Høegh.
Die Brandursache konnte nicht ermittelt werden. Eine Theorie geht davon aus, dass der Brand durch Funken von einer Feuerschale ausgelöst wurde, die ein Küster benutzt hatte, um von einem Nachbarhof Glut für das Entzünden der Altarkerzen zu transportieren. Nach einer anderen Version soll eine Person außerhalb der Kirche mit einem Brennglas experimentiert haben.

## Nach dem Brand
Im Jahr 1828 wurde die neue Kirche der Gemeinde Grue an einem anderen Standort, dem Zentrum von Kirkenær, geweiht. Vor dem Steinbau erinnert seit 1922 ein Bautastein an die Brandkatastrophe. In der Sakristei der Kirche wird der Säbel des Vogts Guldberg Høegh aufbewahrt. 
Der Brand der alten Kirche von Grue führte zu einem Gesetz, das vorschreibt, dass Türen in öffentlichen Gebäuden Norwegens nach außen öffnen müssen.
Der Jurist und Volkskundler Kristian Østberg gab 1897 ein Buch über den Brand von Grue heraus, das unter anderem überlieferte Augenzeugenberichte enthält. Der Philosoph Peter Wessel Zapffe behandelt den Brand in seinem 1972 erschienenen Roman Lyksalig pinsefest (Gesegnetes Pfingstfest) und diskutiert anhand des Unglücks das Theodizee-Problem.